# Muhoroni
Muhoroni – miasto w Kenii, w hrabstwie Kisumu. 
Według danych ze spisu powszechnego w 2019 roku liczyło 7509 mieszkańców – 3742 mężczyzn i 3767 kobiet.